# Prémio PEN/Nabokov
O Prémio PEN/Nabokov para Feitos em Literatura Internacional é atribuído bianualmente pela PEN American Center aos escritores, principalmente romancistas, "cujas obras evoquem de alguma medida a brilhante versatilidade de Nabokov e o seu compromisso com a literatura, como a busca pela verdade mais profunda e o prazer mais elevado— o que Nabokov chamava o 'indescritível formigamento da coluna'." O vencedor é premiado com $50.000 desde de 2016. O prêmio é financiado pela Vladimir Nabokov Foundation, fundada por Dmitri Nabokov. Tem sido designado como um dos mais prestigiados prêmios PEN.
Em 2016, depois de oito anos de hiato, o prêmio foi relançado com alterações. O dinheiro do prêmio foi aumentado de US$20.000 a US$50.000, e o nome foi alterado de Prémio PEN/Nabokov de Ficção para Prémio PEN/Nabokov para Feitos na Literatura Internacional. Os critérios do prêmio foram alterados para autores que nasceram ou residem fora dos Estados Unidos, o que significa que vencedores anteriores como Ozick, Roth, e Gass não seriam qualificados para esta versão do prêmio.
O prêmio é um dos muitos prémios PEN , patrocinado pelas afiliadas International PEN em mais de 145 centros PEN por todo o mundo mundo. Os prémios PEN American Center foram caracterizados como estando entre os "grandes" prêmios literários norte-americanos.

## Vencedores
- 2000 William H. Gass
- 2002 Mario Vargas Llosa
- 2004 Mavis Gallant
- 2006 Philip Roth
- 2008 Cynthia Ozick